# تپه روستای قوهه
تپه روستای قوهه مربوط به دوران پیش از تاریخ ایران باستان تا دوران‌های تاریخی پس از اسلام است و در شهرستان ساوجبلاغ، بخش چهار باغ، روستای قوهه واقع شده و این اثر در تاریخ ۲ بهمن ۱۳۸۲ با شمارهٔ ثبت ۱۰۸۳۰ به‌عنوان یکی از آثار ملی ایران به ثبت رسیده است.